# Титульний аркуш

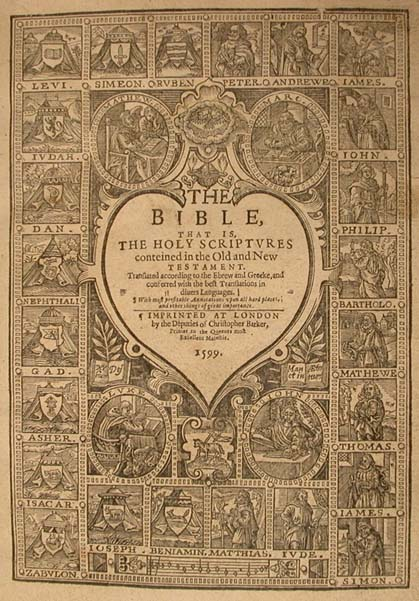
Біблія, 1599 рік

Ти́тульна сторі́нка (від лат. titulus — напис, заголовок) — заголовний аркуш видання, основний титульний елемент книги, на якому зазначаються основні відомості про неї — прізвище автора, назву, жанр, місце і час видання, видавництво, марку видавництва, марку серії, номер тому та інше.